# The Aristocrats
Pour le film documentaire, voir The Aristocrats (film).
The Aristocrats est un groupe de rock progressif. Il est composé de Marco Minnemann à la batterie, Guthrie Govan à la guitare et Bryan Beller à la basse.

## Biographie
Le groupe se forme après avoir joué un concert accueilli chaleureusement par le public au Anaheim Bass Bash pendant le Winter NAMM en janvier 2011. Le trio n'avait répété qu'une fois avant le concert. À l'origine, ils avaient répété avec le guitariste Greg Howe, qui sera remplacé pour le concert par Guthrie Govan à la dernière minute. Leur style musical s'inspire du fusion des années 1970  (Return to Forever), du progressif (King Crimson), en passant par le rock instrumental (Steve Vai, Joe Satriani), ainsi que le rap metal (Rage Against the Machine) et avec une touche d'absurdité (Frank Zappa). Le bassiste Bryan Beller explique : « On a fini par mêler nos différentes inspirations. J'ai écrit [sic] Sweaty Knockers spécialement pour Guthrie pour rire, et Guthrie a écrit I Want a Parrot. ». 
Après la sortie de leur premier album en septembre 2011, le trio tourne pendant l'année 2012. Plus tard dans l'année, ils sortent leur premier album live, Boing, We'll Do It Live!. 
En juillet 2013, leur deuxième album studio, Culture Clash, est publié, et précède une autre tournée ; d'abord en Amérique du Nord en 2013 puis en Europe, en Amérique du Sud et en Asie en 2014. Après la tournée, le groupe compile six différents concerts en un deuxième album live, Culture Clash Live!, annoncé en CD/DVD le 20 janvier 2015,. Le même jour, le groupe publie son « bootleg officiel » de la tournée, une édition coffret 2CD limitée, intitulée Secret Show: Live in Osaka. Pendant leur tournée en janvier 2015, le groupe commence un troisième album studio, Tres Caballeros. L'album est enregistre en février et publié le 23 juin 2015,,,.
En 2016, ils prennent part à la tournée G3 avec Joe Satriani et Steve Vai. En septembre et octobre 2016, le groupe tourne en Asie et en Australie. Après cette tournée, les membres se consacrent à leurs propres carrières en solo. Ils sont annoncés en septembre 2018 en Europe.

## Membres
- Guthrie Govan – guitare
- Bryan Beller – basse
- Marco Minnemann – batterie

## Discographie

### Albums studio
- 2011 : The Aristocrats
- 2013 : Culture Clash
- 2016 : Tres Caballeros
- 2019 : You Know What...?
- 2022 : The Aristocrats With Primuz Chamber Orchestra
- 2024 : Duck

### Albums live
- 2012 : Boing, We'll Do It Live !
- 2015 : Culture Clash Live !
- 2015 : Secret Show: Live in Osaka
- 2021 : FREEZE ! Live In Europe 2020